# Acrocercops archepolis
Acrocercops archepolis là một loài bướm đêm thuộc họ Gracillariidae. Nó được tìm thấy ở Nam Úc.